# Memoriał Kamili Skolimowskiej 2023
Das 14. Memoriał Kamili Skolimowskiej war eine Leichtathletik-Veranstaltung, die am 16. Juli 2023 im Stadion Śląski im schlesischen Chorzów stattfand. Die Veranstaltung war wie in den beiden Vorjahren Teil der Diamond League.

## Resultate

### Männer

#### 100 m
| Platz | Athlet                | Land | Zeit (s) |
| ----- | --------------------- | ---- | -------- |
| 1     | Akani Simbine         | RSA  | 09,97    |
| 2     | Fred Kerley           | USA  | 09,98    |
| 3     | Emmanuel Eseme        | CMR  | 09,98    |
| 4     | Cravont Charleston    | USA  | 09,99    |
| 5     | Yohan Blake           | JAM  | 10,01 SB |
| 6     | Marvin Bracy-Williams | USA  | 10,10    |
| 7     | Ackeem Blake          | JAM  | 10,15    |
| 8     | Pjai Austin           | USA  | 10,23    |
| 9     | Jeremiah Azu          | GBR  | 10,31    |

Wind: 0,0 m/s

#### 400 m
| Platz | Athlet            | Land | Zeit (s)    |
| ----- | ----------------- | ---- | ----------- |
| 1     | Wayde van Niekerk | RSA  | 44,08 MR SB |
| 2     | Bayapo Ndori      | BOT  | 44,61 =PB   |
| 3     | Alison dos Santos | BRA  | 44,73 SB    |
| 4     | Zakithi Nene      | RSA  | 44,74 =PB   |
| 5     | Ryan Willie       | USA  | 44,77       |
| 6     | Bryce Deadmon     | USA  | 44,81       |
| 7     | Vernon Norwood    | USA  | 44,88       |
| 8     | Karol Zalewski    | POL  | 45,87       |
|       | Muzala Samukonga  | ZAM  | DNF         |

#### 1500 m
| Platz                       | Athlet                      | Land | Zeit (s)         |
| --------------------------- | --------------------------- | ---- | ---------------- |
| 1                           | Jakob Ingebrigtsen          | NOR  | 3:27,14 WL MR AR |
| 2                           | Abel Kipsang                | KEN  | 3:29,11 PB       |
| 3                           | Reynold Kipkorir Cheruiyot  | KEN  | 3:30,30 PB       |
| 4                           | Andrew Coscoran             | IRL  | 3:40,42 NR       |
| 5                           | Samuel Tanner               | NZL  | 3:31,24 PB       |
| 6                           | Vincent Kibet Keter         | KEN  | 3:31,28 PB       |
| 7                           | Isaac Nader                 | POR  | 3:31,49 PB       |
| 8                           | George Mills                | GBR  | 3:31,54 PB       |
| 9                           | Elliot Giles                | GBR  | 3:33,00          |
| 10                          | Azeddine Habz               | FRA  | 3:31,61          |
| 11                          | Cameron Myers               | AUS  | 3:33,26 PB       |
| 12                          | Charles Philibert-Thiboutot | CAN  | 3:33,26          |
| 13                          | Adrián Ben                  | ESP  | 3:33,50 PB       |
| 14                          | Samuel Prakel               | USA  | 3:40,09          |
|                             | Mounir Akbache (Pacemaker)  | FRA  | DNF              |
| Stewart McSweyn (Pacemaker) | AUS                         | DNF  |                  |
| Erik Sowinski (Pacemaker)   | USA                         | DNF  |                  |

#### 3000 m Hindernis
| Platz                      | Athlet                          | Land | Zeit (s)   |
| -------------------------- | ------------------------------- | ---- | ---------- |
| 1                          | Soufiane el-Bakkali             | MAR  | 8:03,16 MR |
| 2                          | Abraham Kibiwot                 | KEN  | 8:08,03    |
| 3                          | Leonard Kipkemoi Bett           | KEN  | 8:09,45 SB |
| 4                          | Abrham Sime                     | ETH  | 8:10,68 PB |
| 5                          | Benjamin Kigen                  | KEN  | 8:11,12 SB |
| 6                          | Avinash Sable                   | IND  | 8:11,63 SB |
| 7                          | Amos Serem                      | KEN  | 8:14,53 SB |
| 8                          | Mohamed Tindouft                | MAR  | 8:15,02 SB |
| 9                          | Hailemariyam Amare              | ETH  | 8:25,10 SB |
| 10                         | Amos Kirui                      | KEN  | 8:26,17    |
| 11                         | Niklas Buchholz                 | GER  | 8:30,01    |
| 12                         | Fernando Carro Morillo          | ESP  | 8:33,59    |
| 13                         | El Mehdi Aboujanah              | ESP  | 8:33,90    |
| 14                         | Mohamed Amin Jhinaoui           | TUN  | 8:40,84    |
|                            | Abderrafia Bouassel (Pacemaker) | MAR  | DNF        |
| Mohammed Msaad (Pacemaker) | MAR                             | DNF  |            |
| Getnet Wale                | ETH                             | DNF  |            |
| Isaac Updike               | USA                             | DNF  |            |

#### Hochsprung
| Platz | Athlet             | Land | Höhe (m)   |
| ----- | ------------------ | ---- | ---------- |
| 1     | Mutaz Essa Barshim | QAT  | 2,36 WL MR |
| 2     | Gianmarco Tamberi  | ITA  | 2,34 SB    |
| 3     | Tobias Potye       | GER  | 2,34 PB    |
| 4     | Norbert Kobielski  | USA  | 2,27 =SB   |
| 4     | Brandon Starc      | AUS  | 2,27       |
| 6     | Luis Zayas         | CUB  | 2,27       |
| 7     | Donald Thomas      | BAH  | 2,27       |
| 8     | Hamish Kerr        | NZL  | 2,24       |
| 9     | Thomas Carmoy      | BEL  | 2,20       |
| 10    | Andrij Prozenko    | POL  | 2,20       |

#### Stabhochsprung
| Platz | Athlet               | Land | Höhe (m) |
| ----- | -------------------- | ---- | -------- |
| 1     | Armand Duplantis     | SWE  | 6,01     |
| 2     | Sam Kendricks        | USA  | 5,91 =SB |
| 3     | Christopher Nilsen   | USA  | 5,81     |
| 4     | Piotr Lisek          | USA  | 5,71     |
| 5     | Bo Kanda Lita Baehre | GER  | 5,71     |
| 6     | Thiago Braz          | BRA  | 5,71 SB  |
| 6     | Kurtis Marschall     | AUS  | 5,71     |
| 8     | Zach McWhorter       | USA  | 5,71     |
| 9     | Sondre Guttormsen    | NOR  | 5,41     |
| 9     | Menno Vloon          | NED  | 5,41     |

#### Kugelstoßen
| Platz        | Athlet           | Land | Weite (m) |
| ------------ | ---------------- | ---- | --------- |
| 1            | Ryan Crouser     | USA  | 22,55     |
| 2            | Payton Otterdahl | USA  | 21,88     |
| 3            | Tomas Walsh      | NZL  | 21,78     |
| 4            | Filip Mihaljević | CRO  | 21,63 SB  |
| 5            | Josh Awotunde    | USA  | 21,61     |
| 6            | Jacko Gill       | NZL  | 21,38     |
| 7            | Joe Kovacs       | USA  | 20,88     |
| 8            | Leonardo Fabbri  | ITA  | 20,21     |
|              | Michał Haratyk   | POL  | NM        |
| Tomáš Staněk | CZE              | NM   |           |

### Frauen

#### 100 m
| Platz | Athletin             | Land | Zeit (s) |
| ----- | -------------------- | ---- | -------- |
| 1     | Sha’Carri Richardson | USA  | 10,76    |
| 2     | Shericka Jackson     | JAM  | 10,78    |
| 3     | Ewa Swoboda          | POL  | 10,94    |
| 4     | Twanisha Terry       | USA  | 10,99 SB |
| 5     | Daryll Neita         | GBR  | 11,01    |
| 6     | Anthonique Strachan  | BAH  | 11,05    |
| 7     | Gina Lückenkemper    | GER  | 11,09    |
| 8     | Zoe Hobbs            | NZL  | 11,15    |
| 9     | Shashalee Forbes     | JAM  | 11,18    |

Wind: +0,2 m/s

#### 400 m
| Platz | Athletin           | Land | Zeit (s)    |
| ----- | ------------------ | ---- | ----------- |
| 1     | Natalia Kaczmarek  | POL  | 49,48 MR PB |
| 2     | Lieke Klaver       | NED  | 49,81 PB    |
| 3     | Marileidy Paulino  | DOM  | 50,00       |
| 4     | Candice McLeod     | JAM  | 50,19 SB    |
| 5     | Sada Williams      | BAR  | 50,34 SB    |
| 6     | Victoria Ohuruogu  | GBR  | 50,48 PB    |
| 7     | Lynna Irby-Jackson | USA  | 50,92       |
| 8     | Martina Weil       | CHI  | 51,07 NR    |

#### 800 m
| Platz                       | Athletin            | Land | Zeit (min)    |
| --------------------------- | ------------------- | ---- | ------------- |
| 1                           | Mary Moraa          | KEN  | 1:56,85 MR SB |
| 2                           | Halimah Nakaayi     | UGA  | 1:57,78 NR    |
| 3                           | Natoya Goule-Toppin | JAM  | 1:57,90 SB    |
| 4                           | Sage Hurta-Klecker  | USA  | 1:58,09 SB    |
| 5                           | Abbey Caldwell      | AUS  | 1:58,48 PB    |
| 6                           | Anita Horvat        | SLO  | 1:58,94       |
| 7                           | Rénelle Lamote      | FRA  | 1:59,30 SB    |
| 8                           | Sofia Ennaoui       | POL  | 1:59,82 SB    |
| 9                           | Elena Bellò         | ITA  | 2:00,61 SB    |
| 10                          | Camille Laus        | BEL  | 2:01,35 PB    |
| 11                          | Margarita Koczanowa | POL  | 2:02,09       |
|                             | Catriona Bisset     | AUS  | DNF           |
| Aneta Lemiesz (Pacemakerin) | POL                 | DNF  |               |

#### 3000 m
| Platz | Athletin                  | Land | Zeit (min)    |
| ----- | ------------------------- | ---- | ------------- |
| 1     | Freweyni Hailu            | ETH  | 8:26,61 MR SB |
| 2     | Lilian Kasait Rengeruk    | KEN  | 8:27,80       |
| 3     | Lemlem Hailu              | ETH  | 8:29,43 PB    |
| 4     | Teresiah Muthoni Gateri   | KEN  | 8:29,48 PB    |
| 5     | Margaret Akidor           | KEN  | 8:31,45 PB    |
| 6     | Sarah Chelangat           | UGA  | 8:35,82       |
| 7     | Agate Caune               | LAT  | 8:39,78 NR    |
| 8     | Mekides Alemshet          | ETH  | 8:41,57 SB    |
| 9     | Elly Henes                | USA  | 8:42,81       |
| 10    | Joselyn Brea              | VEN  | 8:43,26 AR    |
| 11    | Aimee Pratt               | GBR  | 8:44,15 PB    |
| 12    | Viktória Wagner-Gyürkés   | HUN  | 8:50,40 SB    |
| 13    | Lemlem Nibret             | ETH  | 8:50,95 PB    |
| 14    | Klara Lukan               | SLO  | 8:51,45       |
| 15    | Lauren Ryan               | AUS  | 9:06,70       |
| 16    | Tigist Gezahagn           | ETH  | 9:06,89 SB    |
|       | Kinga Królik (Pacmakerin) | POL  | DNF           |

#### 100 m Hürden
| Platz | Athletin          | Land | Zeit (s)    |
| ----- | ----------------- | ---- | ----------- |
| 1     | Tobi Amusan       | NGR  | 12,34 MR SB |
| 2     | Kendra Harrison   | USA  | 12,35 =SB   |
| 3     | Nia Ali           | USA  | 12,38       |
| 4     | Megan Tapper      | JAM  | 12,49       |
| 5     | Danielle Williams | JAM  | 12,55 SB    |
| 6     | Tia Jones         | USA  | 12,57       |
| 7     | Alaysha Johnson   | USA  | 12,58       |
| 8     | Pia Skrzyszowska  | POL  | 12,67 SB    |
| 9     | Marione Fourie    | RSA  | 12,73       |

#### Hochsprung
| Platz | Athletin              | Land | Höhe (m)    |
| ----- | --------------------- | ---- | ----------- |
| 1     | Iryna Heraschtschenko | UKR  | 1,98 MR     |
| 2     | Nicola Olyslagers     | AUS  | 1,98 =MR    |
| 3     | Julija Lewtschenko    | UKR  | 1,98 =MR SB |
| 4     | Angelina Topić        | SRB  | 1,95        |
| 5     | Morgan Lake           | GBR  | 1,92        |
| 6     | Lamara Distin         | JAM  | 1,89        |
| 7     | Nadeschda Dubowizkaja | KAZ  | 1,89        |
| 8     | Kateryna Tabaschnyk   | UKR  | 1,89 SB     |
| 9     | Eleanor Patterson     | AUS  | 1,89        |

#### Dreisprung
| Platz | Athletin                | Land | Weite (m) |
| ----- | ----------------------- | ---- | --------- |
| 1     | Yulimar Rojas           | VEN  | 15,18 WL  |
| 2     | Maryna Bech-Romantschuk | UKR  | 14,70     |
| 3     | Leyanis Pérez           | CUB  | 14,67     |
| 4     | Liadagmis Povea         | CUB  | 14,62     |
| 5     | Shanieka Ricketts       | JAM  | 14,56 SB  |
| 6     | Thea LaFond             | DMA  | 14,43     |
| 7     | Keturah Orji            | USA  | 14,06     |
| 8     | Tori Franklin           | USA  | 13,49     |

#### Speerwurf
| Platz | Athletin           | Land | Weite (m)      |
| ----- | ------------------ | ---- | -------------- |
| 1     | Haruka Kitaguchi   | JPN  | 67,04 WL MR NR |
| 2     | Mackenzie Little   | AUS  | 64,50          |
| 3     | Tori Peeters       | NZL  | 62,73          |
| 4     | Nikola Ogrodníková | CZE  | 60,55          |
| 5     | Liveta Jasiūnaitė  | LTU  | 60,43          |
| 6     | Sigrid Borge       | NOR  | 60,31          |
| 7     | Kelsey-Lee Barber  | AUS  | 59,02          |
| 8     | Adriana Vilagoš    | SRB  | 56,88          |